# Глава 11: Наследница
«Глава́ 11: Насле́дница» (англ. Chapter 11: The Heiress) — третий эпизод второго сезона американского телесериала «Мандалорец»,  действие которого разворачивается в медиафраншизе «Звёздные войны». Эпизод был снят и написан шоураннером Джоном Фавро и режиссёром Брайс Даллас Ховард, и выпущен на стриминговом сервисе Disney+ 13 ноября 2020 года. В эпизоде Педро Паскаль играет роль мандалорца, одинокого охотника за головами, находящегося в бегах вместе с «Малышом» бежит в поисках джедаев.
Кэти Сакхофф исполняет роль Бо-Катан Крайз, персонажа, которого она ранее озвучивала в мультсериалах «Звёздные войны: Войны клонов» и «Звёздные войны: Повстанцы». Эпизод получил положительные отзывы зрителей.

## Сюжет
Тяжело поврежденный «Бритвенный гребень» совершает аварийную посадку на луне Траск. Леди-лягушка воссоединяется со своим мужем, который направляет мандалорца в гостиницу, где он узнает, что видели трех мандалорцев, а капитан траулера куарренов предлагает проход, чтобы найти мандалорцев.
В море капитан показывает им Мамакор, который они перевозят. Когда он неожиданно бросает переноску с Малышом в клетку зверя, мандалорец ныряет следом и оказывается в ловушке внутри. Капитан обещает убить его за его доспехи. Мандалорцы приходят им на помощь и убивают весь экипаж. Лидер (Бо-Катан Крайз) и её товарищи по команде (Коска Ривз и Акс Вовз) якобы нарушают табу, снимая шлемы. Мандалорианец сразу же не доверяет им, но она объясняет ему свое мандалорианское наследие и то, что он — Дитя Дозора, группа, состоящая из фанатиков, которые следуют «(древнему) Пути (Мандалорцев)», чего не делает основное мандалорианское общество. Мандалорец уходит, упрямо отказываясь от помощи Бо-Катана.
На мандалорца нападает брат погибшего капитана траулера. На помощь ему снова приходит Бо-Катан. Позже она объясняет, что остатки имперцев всё ещё грабят Мандалор, а её команда совершает налёты на грузовые корабли, чтобы украсть оружие для возвращения родной планеты. Она обещает ему необходимую информацию в обмен на его помощь в следующем рейде. Малыш остается с Леди-лягушкой.
Команда быстро расправляется со штурмовиками на борту грузового корабля и берёт под контроль груз. Бо-Катан меняет задание, решив захватить весь корабль. Она также сообщает, что ей нужна реликвия мандалорцев, которая была у неё украдена: Темный световой меч. Мандалорец отказывается и Бо-Катан насмехается над ним, говоря: «Таков Путь». Капитан предупреждает моффа Гидеона, но помощь приходит слишком поздно. Гидеон приказывает капитану пожертвовать кораблём, чтобы убить их всех. Мандалорианка делает опасный выпад в сторону группы штурмовиков, что позволяет остальной группе вовремя взять под контроль корабль. Она заставляет капитана рассказать ей о местонахождении дарксабера, но он говорит ей, что она уже должна знать, и совершает самоубийство.
Бо-Катан благодарит мандалорца и приглашает его присоединиться к ним в будущих миссиях, говоря, что его храбрость запомнят. Он отказывается, говоря, что должен продолжать свои поиски. Заявив, что предложение остаётся в силе, Бо-Катан направляет его в город Калодан на лесной планете Корвус, где он найдёт джедая по имени Асока Тано.

## Производство

### Разработка
Эпизод был написан создателем сериала Джоном Фавро и снят Брайс Даллас Ховард. Персонаж Бо-Катан Крайз был создан Дэйвом Филони и впервые появился в 2011 году в мультсериале «Звёздные войны: Войны клонов». Сакхофф показалось сложным воплотить Крайза в жизнь. Она хотела, чтобы персонаж был знакомым, но в то же время большим и лучшим, чем прежде. По её словам, она чувствовала себя так, как если бы она была мультипликационным персонажем Кроликом Роджером, исследующим реальный мир. Сакхофф представляла Бо-Катан царственной и стоической и не хотела, чтобы её лицо было слишком выразительным, но и не хотела, чтобы её исполнение было слишком жестким и деревянным. Ховард с юмором сравнил её с Пиноккио и подбодрил Сакхофф, сказав: «более настоящий мальчик». Были обширные дискуссии о том, как будут выглядеть волосы. Это должно было быть реалистично, но также и знакомо. Поскольку Сакхофф работала над сериалом «Другая жизнь», она не могла красить волосы и ей приходилось носить парик.
Последовательность входа в атмосферу была отсылкой к фильму  «Аполлон-13» (1995), поставленному Роном Ховардом. Портовый кран представляет собой модифицированный АТ-АТ.
Художник по костюмам Шона Трпчич поручила скульптору Хосе Фернандесу и его студии Ironhead создать мандалорианские доспехи для Бо-Катана и Коски. Характерная прическа Коивза с косой была создана стилистом Марией Сандовалс.

### Подбор актёров

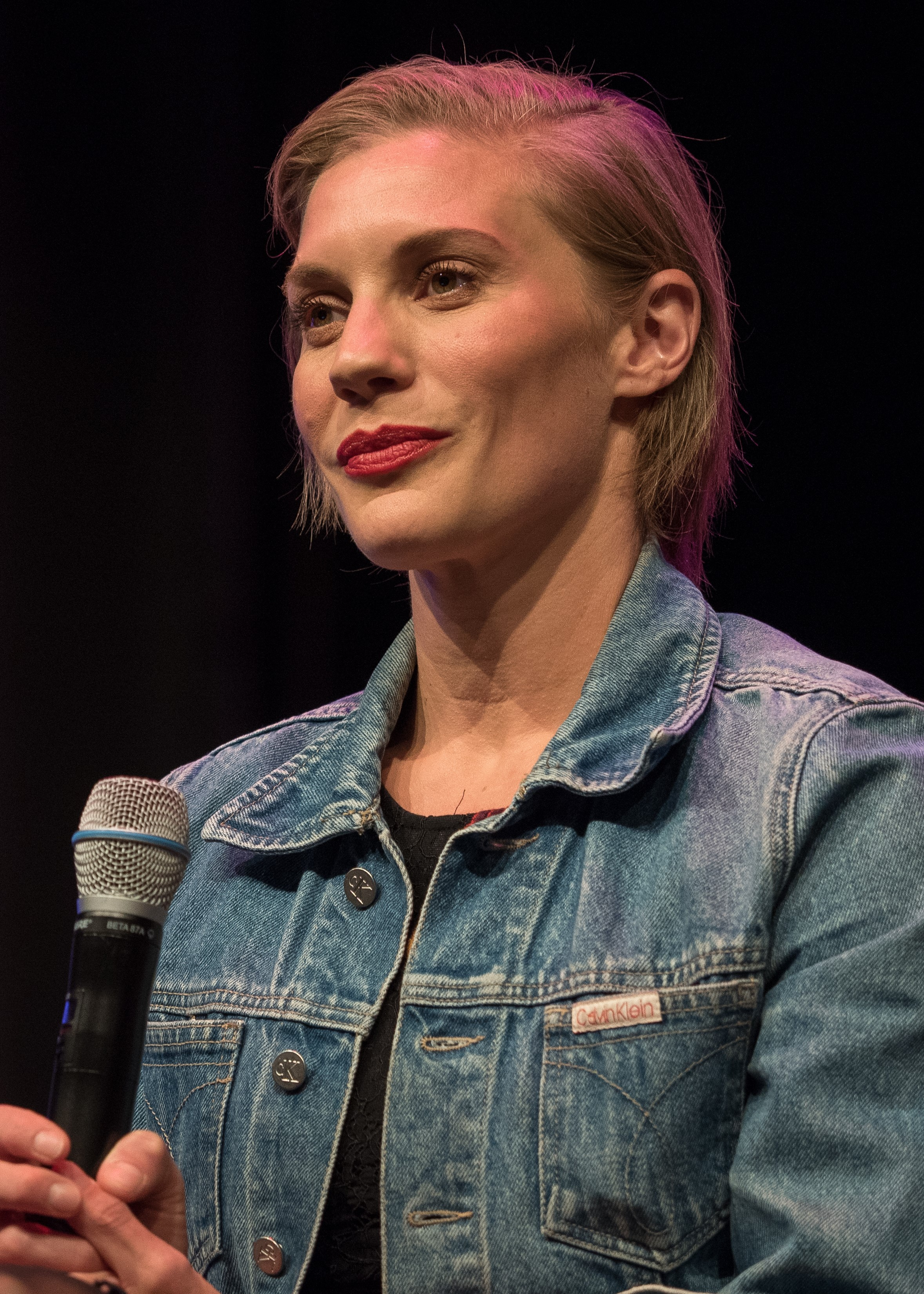
Кэти Сакхофф исполняет роль Бо-Катан Крайз.

12 мая 2020 года было объявлено, что Кэти Сакхофф присоединилась к актёрскому составу сериала «Мандалорец» и будет играть роль Бо-Катан Крайз, которую она ранее озвучивала в мультсериалах «Звездные войны: Войны клонов» и «Звёздные войны: Повстанцы» В эпизод также вошли Мисти Росас, вернувшаяся в роли Леди-лягушки, Мерседес Варнадо в роли Коски Ривза, Саймон Кассианидес в роли Топора Воува, Титус Велливер в роли имперского капитана и Джанкарло Эспозито в роли моффа Гидеона. В эпизоде также задействованы Джон Кэмерон в роли Человека-лягушки, Норвуд Чик в роли сервера Мон Каламари, Кевин Дорфф в роли палубного офицера, Александр Рейф в роли пилота грузового корабля и Филип Александр в роли офицера службы безопасности. Латиф Краудер, Барри Лоуин и Брендан Уэйн являются дублерами Мандалорца. Кейтлин Дешель, Лорен Ким и Кейтлин Хатсон, Кофи Ядом и Кон Шелл являются дублерами Бо-Катана Крайза, Коски Ривза, Топора Воувса и Имперского капитана соответственно. «Малыша» исполняли разные кукловоды.
Джон Фавро увидел Мерседес Варнадо в эпизоде сериала Hot Ones, и агент по подбору актёров связался с ней через Instagram. Варнадо обрадовалась возможности, но беспокоилась о том, как она справится с графиком путешествий WWE, а также нервничала из-за того, что впервые занимается подобной актёрской деятельностью. Фавро, Филони и Ховард поддержали её и ответили на все вопросы. Фавро успокоил её: «Ты снимаешься в WWE каждую неделю и делаешь это вживую. Ты потрясающая. Не зря я хотел, чтобы ты была частью шоу».
Актриса Джанина Гаванкар, которая ранее озвучивала и выполняла захват движения для игры Star Wars: Battlefront II, помогала Фрэнку Ипполито в кукольном представлении работника дока Мон Каламари.

### Музыка
Людвиг Йоранссон написал музыкальную партитуру для этого эпизода. Композиции из эпизода были выпущены 20 ноября 2020 года в первом томе саундтрека второго сезона.
Йоранссон хотел, чтобы тема Бо-Катан была чрезвычайно энергичной, потому что она «появляется с такой скоростью и энергией», и придал ей, как он выразился, индустриальное техно звучание. Он объясняет: «Во многих частях шоу используются все эти различные музыкальные жанры, и все они сочетаются с помощью техники производства», и «В случае с Бо-Катан это сильно искаженный звук синтезатора, пропущенный через эффект гейта».

## Реакция
На сайте-агрегаторе Rotten Tomatoes эпизод получил рейтинг одобрения 98% на основе отзывов 50 критиков со средней оценкой 8,3/10. Консенсус критиков на сайте гласит: «Брайс Даллас Ховард возвращается за камеру, чтобы показать насыщенную экшеном часть, в которой достаточно пасхальных яиц, чтобы оставить поклонников довольными, и в то же время заложить основу для множества захватывающих событий в будущем».
Ноэль Мюррей из The New York Times похвалил режиссёра Брайса Далласа Ховарда: «В обоих эпизодах „Мандалорца“ Ховард до сих пор балансировала между захватывающими экшн-последовательностями и более спокойными моментами. Я начал с нетерпением ждать, когда увижу её имя в титрах». Пол Макиннес из The Guardian написал: «Для меня лучшими моментами эпизода этой недели были спуски. Две отдельные сцены, в которых корабли мчатся к земле и выглядят так, будто собираются разбиться вдребезги - вот это были высокооктановые телевизионные острые ощущения». Хью Фуллертон из Radio Times поставил эпизоду 4 балла из 5 и написал: «Учитывая, насколько скудным было повествование „Мандалорца“ в первом сезоне, интересно видеть, насколько более сложным - и связанным с предыдущей историей „Звездных войн“ - оно становится во втором сезоне». Кейт Фиппс из New York Magazine поставила эпизоду 4 балла из 5, похвалив его за более глубокую связь с историей «Звездных войн», но при этом оставив эти детали чисто факультативными для случайных зрителей. Кэти Райф из The A.V. Club поставила эпизоду оценку «B». Райф похвалила эпизод за добавление новых аспектов в характер Мандалорца, а также за радость наблюдать, как штурмовики уничтожаются, «разлетаясь, как щепки от бензопилы». Она была разочарована тем, что имперский капитан в исполнении приглашенной звезды Титуса Велливера говорил с американским, а не с британским акцентом, как предыдущие имперцы. Подсюжет с Леди-лягушкой она назвала милым и душевным.

## Комментарии
1. ↑  Как показано в эпизоде «Глава 10: Пассажир».
2. ↑  Мандалорианцы, которые спасают Мандо в его воспоминаниях в «Глава 8: Искупление» - известные как Боевой корпус — носят знаки отличия Дозора Смерти.